# شهيد بهشتي (فلاورجان)
شهيد بهشتي (بالإنجليزية: Shahid Beheshti Education Camp)‏ هي منطقة سكنية تقع في أصفهان في إيران. يقدر عدد سكانها بـ 25 نسمة .